# Helen George
Helen George, född 19 juni 1984 i Birmingham i England, är en brittisk skådespelare. George har studerat vid Royal Academy of Music i London. Hon är mest känd för rollen som Trixie Franklin i tv-serien Barnmorskan i East End.
Mellan 2011 och 2015 var George gift med skådespelaren Oliver Boot. 2016–2023 var hon i ett förhållande med sin motspelare från Barnmorskan i East End, Jack Ashton. Paret fick två döttrar födda 2017 och 2021.